# Josel von Rosheim
Josel von Rosheim (* 1476 in Hagenau, Elsass; ✡ 1554 vermutlich in Rosheim, Elsass; eigentlich Joselmann oder Yoselmann (Joseph) Ben Gerschon Loans oder Loanz) galt als bedeutendster Fürsprecher der Juden im Heiligen Römischen Reich Deutscher Nation. Er trat als Vertreter und Verteidiger der jüdischen Gemeinden in rechtlichen und religiösen Angelegenheiten auch in Polen in der ersten Hälfte des 16. Jahrhunderts in Erscheinung. Auf ihn geht der 1551 mit dem Württembergischen Hof ausgehandelte Vertrag über freies Geleit von Juden durch das Herzogtum zurück. In den Jahrzehnten zuvor war jüdischen Händlern die Reise verboten.

## Herkunft und Familie
Die Familie Josel von Rosheims stammte wahrscheinlich aus dem französischen Louhans. Zu seinen Vorfahren wird Jacob ben Jechiel Loans, der angesehene (jüdische) Leibarzt Kaiser Friedrichs III., gerechnet, der für seine medizinischen Leistungen geadelt wurde und unter anderem auch der Hebräischlehrer des bekannten Humanisten, Juristen und Philosophen Johannes Reuchlin war.
Die Geschichte der Familie Josels von Rosheim ist durch Verfolgung und Leid gekennzeichnet. 1470 wurden der Bruder seines Vaters, Rabbi Elias, und zwei weitere seiner Brüder im südbadischen Endingen am Kaiserstuhl wegen eines angeblich acht Jahre vorher zu Sukkot verübten Ritualmordes hingerichtet. Als Ankläger trat ein in der Nachbarschaft wohnender, bei Rabbi Elias hochverschuldeter Fleischermeister auf.

## Leben
1470 siedelte sich Josels Vater Gerschon in Oberehnheim an. Gemeinsam mit der jüdischen Gemeinde floh die Familie 1476 vor den Verfolgungen durch Schweizer Reisläufer nach Hagenau, wo Josel im selben Jahr geboren wurde. Über seine Kindheit und Jugend ist nichts überliefert. Er wirkte als Rabbiner am Gericht der unterelsässischen Judenheit und lebte von Handel und Geldverleih.
1507 erhielt Josel von den aus Oberehnheim ausgewiesenen Juden den Auftrag, bei den Provinzialbehörden bis hin zu den Beamten des Kaisers dafür einzutreten, dass der Ausweisungsbeschluss aufgehoben wird. Wahrscheinlich auf Grund seiner Erfolge in dieser Angelegenheit wurde er 1510 gemeinsam mit Rabi Zadoc Parnas und Manhig (Vorsteher, Führer, Sprecher) der niederelsässischen Juden, später der Gemeinden des gesamten Elsass.
1514 lebte er als Rabbi, Händler und Geldverleiher im elsässischen Mittelbergheim und wurde gemeinsam mit sieben anderen Juden der Hostienschändung angeklagt. Es gelang Josel ihre Unschuld zu beweisen. Danach siedelte er nach Rosheim über, wo er bis zu seinem Tod lebte. Die meiste Zeit allerdings war er auf Reisen: Über 40 Jahre lang vertrat Josel die Interessen bzw. die Rechte jüdischer Gemeinden im ganzen Reich deutscher Nation, insbesondere wenn Vertreibungen drohten. Aber er war auch zur Stelle, wenn Einzelne mit Vorwürfen wie Ritualmord oder Hostienschändung beschuldigt wurden. Schließlich beschäftigte er sich mit allgemeinen rechtlichen Fragen wie den Bedingungen der Geld- und Pfandleihe oder auch der Freizügigkeit beim Reisen. Josel nahm an Reichstagen teil und fand in der Regel bei Kaiser Karl V. umgehend Gehör, nachdem er bei seiner Krönung 1520 in Aachen zum ersten Mal bei ihm vorgesprochen und eine Bestätigung für die Privilegien der Juden erhalten hatte.

## Wirken
Josel wurde als Verteidiger der jüdischen Gemeinden in religiösen und Rechtsfragen immer bekannter. Allmählich wuchs er in die Rolle des „der gemeinen Judischheit Befehlshaber in Teutschland“ hinein. Obwohl er offensichtlich vom Kaiser nie in diese Funktion eingesetzt wurde, wurde er von behördlicher Seite z. B. als "in teutschen Landen Oberster" tituliert. Er wurde allerdings einmal zu einer hohen Geldstrafe durch das Reichskammergericht verurteilt, weil er sich in einer Eingabe an dieses Gericht als „Regierer der gemeinen Jüdischkeit“ bezeichnet hatte und ihm dies als Verspottung und Herabsetzung der kaiserlichen Majestät ausgelegt wurde. Josel hingegen verteidigte sich, es handle sich beim Wort "Regierer" nur um eine Übersetzung des hebräischen Wortes "Parnos" bzw. des Wortes "Manhig". Seit 1536 nannte sich Josel "Befehlshaber" oder "Anwalt" der deutschen Judenheit.
Am 20. Oktober 1520 erwirkte Josel anlässlich der Krönung Karls V. zum Kaiser in Aachen einen Schutzbrief für alle Juden des Reiches, in dem ihre durch Kaiser Maximilian I. zehn Jahre zuvor verliehenen Rechte bestätigt werden.
Während des Bauernkrieges beschlossen elsässische Bauern 1525, die Stadt Rosheim zu stürmen. Was den beiden elsässischen Reformatoren Wolfgang Capito und Martin Bucer nicht gelang, erreichte Josel von Rosheim: Er überzeugte den Anführer der Bauern, Erasmus Gerber, in einer längeren Disputation, Stadt und Juden zu verschonen – ganz im Gegensatz zum Sundgau, wo die aufständischen Bauern die Vertreibung aller Juden forderten.
Josel von Rosheim wurde immer mehr zum Sprecher der gesamten Judenheit des Reiches, er wurde zum Schtadlan, zum offiziellen, von den Gemeinden anerkannten Vertreter der Juden im Heiligen Römischen Reich und in Polen. Als „Regirer“ der Juden wurde er auch von Gemeinden aus anderen Teilen Europas um Unterstützung gebeten.
Er blieb auch weiterhin erfolgreich. Am 18. Mai 1530 erlangte er von Kaiser Karl V. das Edikt von Innsbruck, das alle Rechte und Freiheiten, wie sie bei der Kaiserkrönung in Aachen bestätigt worden waren, erneut bekräftigte. Darüber hinaus widerlegte Josel von Rosheim auf dem Reichstag in Augsburg 1530 in einer längeren öffentlichen Disputation Antonius Margaritha, der zum Christentum konvertiert und Sohn des Rabbis von Regensburg war, in all seinen antijüdischen Anklagepunkten, so dass Margaritha den Reichstag verlassen musste. Doch das von Margaritha verfasste Handbuch Der gantze Jüdisch Glaub wurde, da es doch von einem konvertierten Juden verfasst worden war, in den nächsten Jahrhunderten immer wieder genutzt, um antijudaistische Anschuldigungen zu begründen.
Für den Reichstag zu Augsburg verfasste Josel von Rosheim „im Namen der gesamten Judenheit“ seine Takkanot, d. h. „Bestimmungen“, die besonders den Geldgeschäften der Juden mit Christen einheitliche Regeln verliehen. So ließen sich eine Reihe antijüdischer Verordnungen, die den Juden Wucherzins und Geldbetrug vorwarfen, verhindern.
Josels persönlichem Einsatz war es zu verdanken, dass eine Reihe geplanter Ausweisungen von Juden aus Städten und Gemeinden nicht ausgeführt wurden. Bemerkenswert ist aus der Spätphase seiner Tätigkeit, dass er im Jahr 1548 in einem Prozess wegen des seiner Ansicht nach unzulässigen Marktverbotes der Stadt für die Juden, den er für die Juden der Stadt Colmar vor dem Reichskammergericht führte, damit argumentierte, den Juden stehe als civibus Romanis („römischen Bürgern“) wie den Christen der freie Zugang zu allen Märkten im Reich zu. Dabei könnte Josel sich Reuchlins Argument zu eigen gemacht haben, dass die Juden für die Christen "concives", Mitbürger seien.
In den nächsten Jahren verteidigte er jüdische Gemeinden in Deutschland, Ungarn, Prag, Italien und an anderen Orten. Nachdem Martin Luther ihm die Unterstützung beim Kampf um die Aufhebung des kurfürstlichen Ediktes der Ausweisung aller Juden aus Sachsen und eine persönliche Begegnung 1537 verwehrt hatte und 1543 mit seiner Schmähschrift Von den Juden und ihren Lügen eine offen judenfeindliche Position einnahm, blieb für Josel von Rosheim und die jüdischen Gemeinden nur, auf die Schutzmacht des katholischen Kaisers zu bauen. So hofften sie inständig, dass der Kaiser im Schmalkaldischen Krieg siegte.
Es gab jedoch eine protestantische Intervention, die Josel gekonnt nutzte: Als auf einer Versammlung in Frankfurt Abgesandte des Kaisers und die protestantischen Stände noch einmal einen Versuch machten, den religiösen Konflikt friedlich zu lösen, brachte Philipp Melanchthon glaubwürdig vor, dass die im Jahre 1510 unter Kurfürst Joachim I. der Hostienschändung angeklagten 38 Juden unschuldig den Märtyrertod erlitten hätten", der Ankläger habe nämlich gestanden, die Juden zu Unrecht beschuldigt zu haben. Josel nutzte die Gunst der Stunde und überzeugte nicht nur Joachim II. die damals vertriebenen Juden wieder aufzunehmen, sondern ebenso Johann Friedrich von Sachsen, Juden wieder "festen Fuß" in Sachsen zu gewähren.
Josel starb vermutlich 1554 in Rosheim. Das kann jedoch nicht mit Bestimmtheit belegt werden, da in den Aufzeichnungen und Überlieferungen der jüdischen Gemeinde von Rosheim kein Hinweis auf eine Grabstelle zu finden ist.
Mit dem Tode Josels von Rosheim verloren die Juden in Deutschland ihren wichtigsten Führer, so dass diese aktive Politik der jüdischen Gemeinden bei den kaiserlichen Behörden in den Folgejahren wieder zum Erliegen kam.